# Manfred Heine (Schauspieler)
Manfred Heine (* 25. August 1932 in Weimar; † 28. März 2019 ebenda) war ein deutscher Schauspieler, Film- und Theaterregisseur, Theaterintendant, Synchronsprecher und Pädagoge.

## Leben
Heine hatte Schauspielunterricht bei Lothar Müthel in Weimar und trat daraufhin in Potsdam, Rudolstadt, Neustrelitz, Meiningen, Zwickau und Erfurt auf. Ab 1966 war er für drei Jahrzehnte am Deutschen Nationaltheater Weimar beschäftigt und war dort auch als Schauspiellehrer tätig. Zu seinen wichtigsten Rollen zählte Bertolt Brechts Galilei. Am Theater Hof und bei den Schlossfestspielen Ettlingen verkörperte Heine außerdem König Lear und Wallenstein. Seinen Abschied am Theater gab der Weimarer am Schauspielhaus Bochum unter Leander Haußmann, wo er bis zum Jahr 2000 wirkte.
Der Regisseur Walter Beck besetzte den Charakterdarsteller in mehreren Filmen, unter anderem in Märchenfilmen wie König Drosselbart, Der Prinz hinter den sieben Meeren und Der Bärenhäuter.
Von 1986 bis 1987 war Manfred Heine Intendant des Theaters Rudolstadt.
Heine war mit der 2013 verstorbenen Schauspielerin Helga Ziaja verheiratet; das Ehepaar hinterließ zwei Töchter und einen Sohn.

## Filmografie (Auswahl)
- 1964: Als Martin vierzehn war
- 1965: König Drosselbart
- 1969: Fritz Schmenkel (Fernsehfilm)
- 1973: Stülpner-Legende: Die Hochzeit (Fernsehfilm)
- 1981: Karl Marx – Die jungen Jahre (Fernsehmehrteiler)
- 1981: Zieht blank, Kavaliere! (Fernsehfilm)
- 1981: Schauspielereien: Der Tod des Narren
- 1981: Der Mann aus Jena
- 1981: Feuerdrachen: Erster Teil und Zweiter Teil (Fernsehfilm)
- 1982: Familie Rechlin (TV-Zweiteiler)
- 1982: Abgefunden (Fernsehfilm)
- 1982: Der Prinz hinter den sieben Meeren
- 1983: Die Kündigung (Fernsehfilm)
- 1983: Der Bastard: Erster Teil und Zweiter Teil (Fernsehfilm)
- 1983: Polizeiruf 110 – Schnelles Geld (TV-Reihe)
- 1984: Flieger (Fernsehfilm)
- 1984: Biberspur
- 1986: Der Bärenhäuter
- 1987: Bebel und Bismarck (Fernseh-Dreiteiler)
- 1989: Die gläserne Fackel (Fernseh-Mini-Serie)
- 1990: Der Staatsanwalt hat das Wort: Übergangslösungen (wurde nicht ausgestrahlt)
- 1990: Der Streit um des Esels Schatten
- 1990: Albert Einstein: (Fernseh-Zweiteiler, Der letzte Sommer)
- 2009: Goethe und sein Haus am Frauenplan (DVD-Film)

## Theater (Auswahl)
Theater Rudolstadt
- 1953: Arnold Ridley: Der Geisterzug – Regie: Herbert F. Müller
- 1953: Gotthold Ephraim Lessing: Emilia Galotti – Regie: Herbert F. Müller
- 1954: André Birabeau: Das Paradies – Regie: Herbert F. Müller
- 1954: William Shakespeare: Was ihr wollt – Regie: Herbert F. Müller

Städtische Bühnen Erfurt
- 1963: Axel Ivers: Parkstraße 13 (Ernst Nordau) – Regie: Klaus Martin Boestel
- 1964: Jules Verne: Die Reise um die Erde in 80 Tagen (in 12 verschiedenen Rollen) – Regie: Horst Ludwig
- 1964: Leo N. Tolstoi: Krieg und Frieden (Napoleon Bonaparte) – Regie: Klaus Martin Boestel
- 1964: Ewan MacColl: Unternehmen Ölzweig (Kinesios) – Regie: Walter Niklaus
- 1964: Kabarettprogramm: Ungeschminkt – Im (Rück)Spiegel betrachtet – Regie: Klaus Mertens (Kleine Bühne)
- 1964: Inge von Wangenheim: Professor Hudebraach (Professor Morgel) – Regie: Klaus Martin Boestel (Uraufführung)
- 1964: Friedrich Schiller: Die Räuber (Franz von Moor) – Regie: Klaus Martin Boestel
- 1965: Enni Meinig: Der gestohlene Roboter (Jonathan) – Regie: Wolf-Dietrich Köllner
- 1965: Viktor Rosow: Unterwegs (Mann der Kolchosbäuerin) – Regie: Klaus Martin Boestel
- 1965: Johann Nestroy: Der Talisman (Titus Feuerfuchs) – Regie: Wolf-Dietrich Köllner
- 1965: Bertolt Brecht: Mutter Courage und ihre Kinder (Koch) – Regie: Walter Beck
- 1966: Friedrich Dürrenmatt: Der Besuch der alten Dame (ihre Gatten VII–IX) – Regie: Klaus Martin Boestel
- 1966: Claus Hammel: Um neun an der Achterbahn (Mesewinkel) – Regie: Karl Gassauer
- 1983: Friedrich Schiller: Maria Stuart (Georg Talbot, Graf von Shrewsbury) – Regie: Ekkehard Kiesewetter
- 1985: William Shakespeare: Wie es euch gefällt (Jaques) – Regie: Klaus Stephan

Deutsches Nationaltheater Weimar
- 1975: Johann Wolfgang von Goethe: Faust. Eine Tragödie – Regie: Fritz Bennewitz

## Synchronsprecher (Auswahl)
- 1961: Schwarzer Sonnabend – Lubor Tokoš als Hauptmann Drahota
- 1963: Keine Chance für Spione – Assen Milanow als Major Tersijew